# Tinténiac
 Tinténiac [tɛ̃te′nɪak] ist eine französische Gemeinde mit 3.877 Einwohnern (Stand 1. Januar 2022) im Département Ille-et-Vilaine in der Region Bretagne; sie gehört zum Arrondissement Saint-Malo und zum Kanton Combourg. Der Ort liegt am Schifffahrtskanal Canal d’Ille-et-Rance und dem parallel verlaufenden Flüsschen Donac. Die Gemeinde liegt an der zur Autobahn ausgebauten Départementsstraße D 137, die von Rennes nach Saint-Malo führt.

## Bevölkerungsentwicklung
| Jahr      | 1962 | 1968 | 1975 | 1982 | 1990 | 1999 | 2007 | 2017 |
| Einwohner | 1794 | 1938 | 2040 | 2173 | 2163 | 2434 | 3327 | 3635 |

## Sehenswürdigkeiten
- Kirche Sainte-Trinité (Heilige Dreifaltigkeit), Monument historique
- Herrenhaus Grand’Cour

Siehe auch: Liste der Monuments historiques in Tinténiac
|  |  |

## Persönlichkeiten
- Bertrand du Guesclin (um 1320–1380), Seigneur de Tinténiac durch seine zweite Ehefrau
- Guy XIV. de Laval (1407–1486), Seigneur de Tinténiac
- Gaspard IV. de Coligny (1620–1649), Seigneur de Tinténiac

## Städtepartnerschaften
- Bersenbrück (Deutschland)
- Redgrave (Großbritannien)
- Botesdale (Großbritannien)
- Rickinghall (Großbritannien)